# Poy Sippi (condado de Waushara)
Poy Sippi es un lugar designado por el censo ubicado en el condado de Waushara en el estado estadounidense de Wisconsin. En el Censo de 2010 tenía una población de 371 habitantes y una densidad poblacional de 189,23 personas por km².

## Geografía
Poy Sippi se encuentra ubicado en las coordenadas 44°8′12″N 88°59′51″O / 44.13667, -88.99750. Según la Oficina del Censo de los Estados Unidos, Poy Sippi tiene una superficie total de 1.96 km², de la cual 1.89 km² corresponden a tierra firme y (3.83%) 0.08 km² es agua.

## Demografía
Según el censo de 2010, había 371 personas residiendo en Poy Sippi. La densidad de población era de 189,23 hab./km². De los 371 habitantes, Poy Sippi estaba compuesto por el 98.65% blancos, el 0% eran afroamericanos, el 0.54% eran amerindios, el 0% eran asiáticos, el 0% eran isleños del Pacífico, el 0.27% eran de otras razas y el 0.54% pertenecían a dos o más razas. Del total de la población el 2.16% eran hispanos o latinos de cualquier raza.